# سان فيليتشي سول بانارو
سان فيليتشي سول بانارو (بالإيطالية: San Felice sul Panaro)‏ هي بلدية في مقاطعة مودينا في إقليم إميليا رومانيا الإيطالي.

## السكان
في سنة 1861 بلغ عدد السكان 8٬568 نسمة، وتطور العدد ليصل في سنة 2011 لـ 11٬026 نسمة.
يظهر هذا المخطط البياني تطور النمو السكاني لـ سان فيليتشي سول بانارو